# Dillinger Hütte

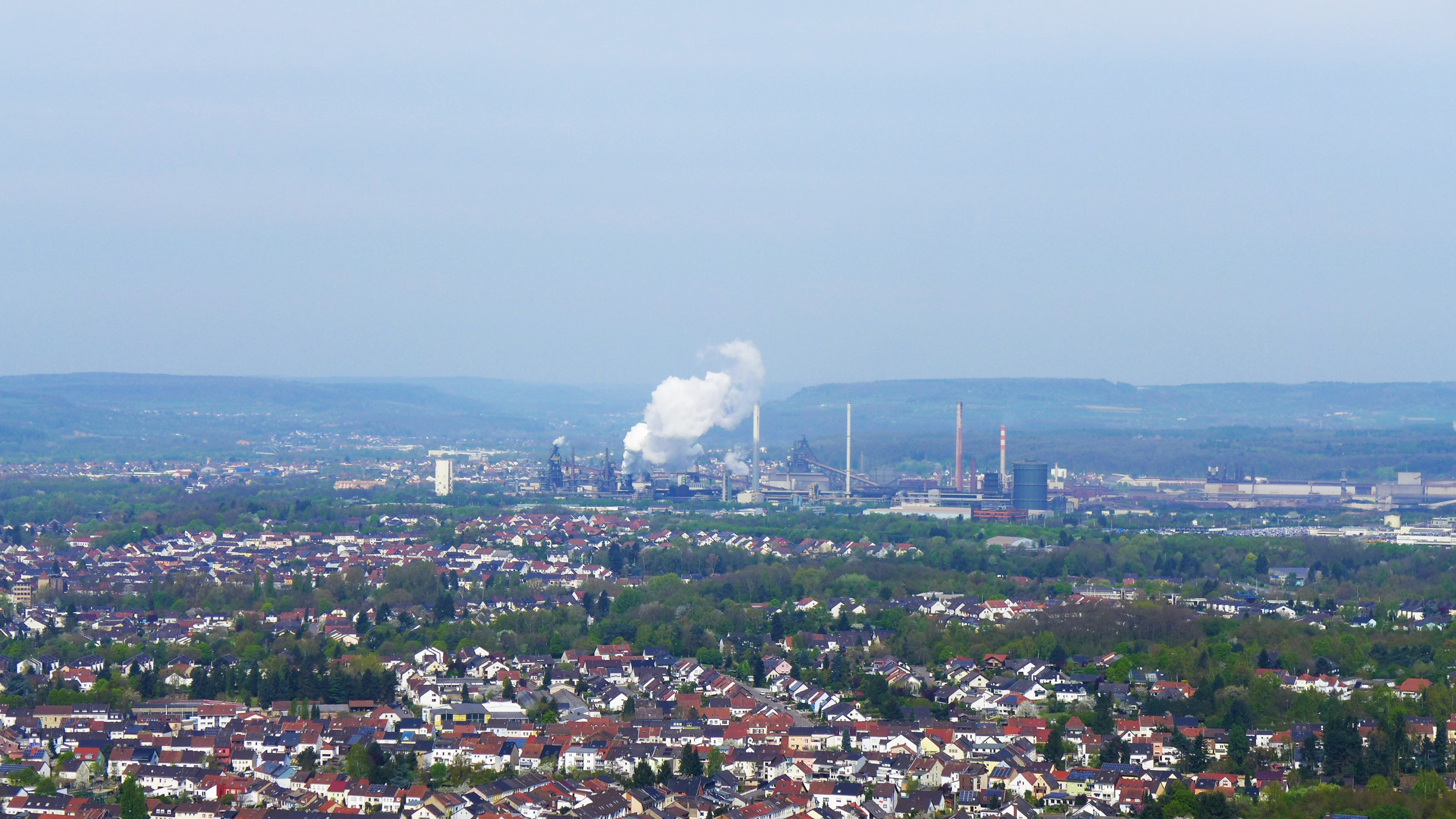
Gesamtansicht der Dillinger Hütte vom Saarpolygon aus

Die Dillinger Hütte (Firma: AG der Dillinger Hüttenwerke) ist ein Hüttenwerk in Dillingen mit einer über 300-jährigen Geschichte. Sie ist das größte Grobblechwerk Europas. Im Walzwerk werden jährlich Grobbleche mit einem Gesamtgewicht von etwa 2 Mio. t produziert. Die Dillinger Hütte wurde 1685 gegründet und war 1809 das erste deutsche Unternehmen, das Aktien ausgab. Die erste Stranggussanlage für Brammen wurde im Jahr 1962 in Betrieb genommen. 1998 kam u. a. eine weitere Anlage für 400 mm dicke Brammen hinzu. 2010 wurde erstmals eine 450 mm dicke Bramme gegossen (abermals ein Weltrekord). Seit Juli 2017 gibt es eine Anlage für Brammen bis 600 mm für die dicksten Stranggussbrammen der Welt. Hauptaggregate des Walzwerks sind zwei Quartogerüste. Das Vorgerüst ist mit 5,5 m Ballenbreite und maximal 108 MN Walzkraft (ca. 11.000 t) eines der größten der Welt.
Dillingen ist der einzige Produktionsstandort von Roheisen im Saarland. Das benötigte Roheisen wird von der ROGESA Roheisengesellschaft Saar mbH erzeugt, die zu 50 % im Besitz der AG ist. In den Hochöfen auf dem Werksgelände werden jährlich etwa 4 Mio. t Roheisen produziert; davon werden etwa 2,5 Mio. t im Stahlwerk der AG zu Rohstahl veredelt.
Die Dillinger Hütte betreibt auch ein kleineres Grobblechwerk in der französischen Hafenstadt Dunkerque und ein Werk in Nordenham an der Wesermündung, wo Fundamente für Offshore-Windkraftanlagen gebaut werden. 2021 hat die Bundeswehr der Dillinger Hütte das bedeutende Zertifikat TL 2350-0000 für einen Spezialstahl (Panzerstahl) erteilt.

## Geschichte

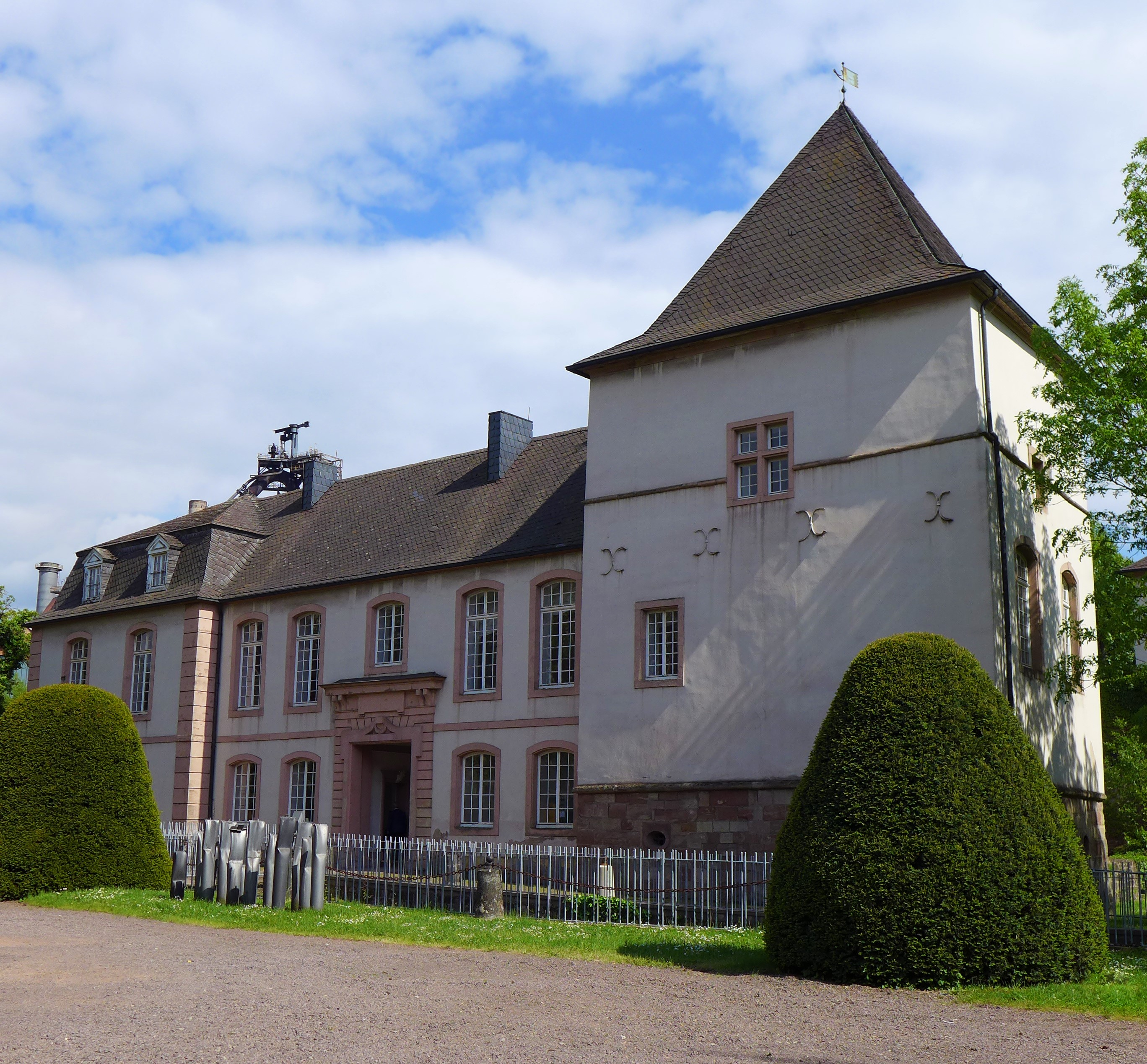
Altes Schloss Dillingen/Saar, „Keimzelle“ der Dillinger Hütte

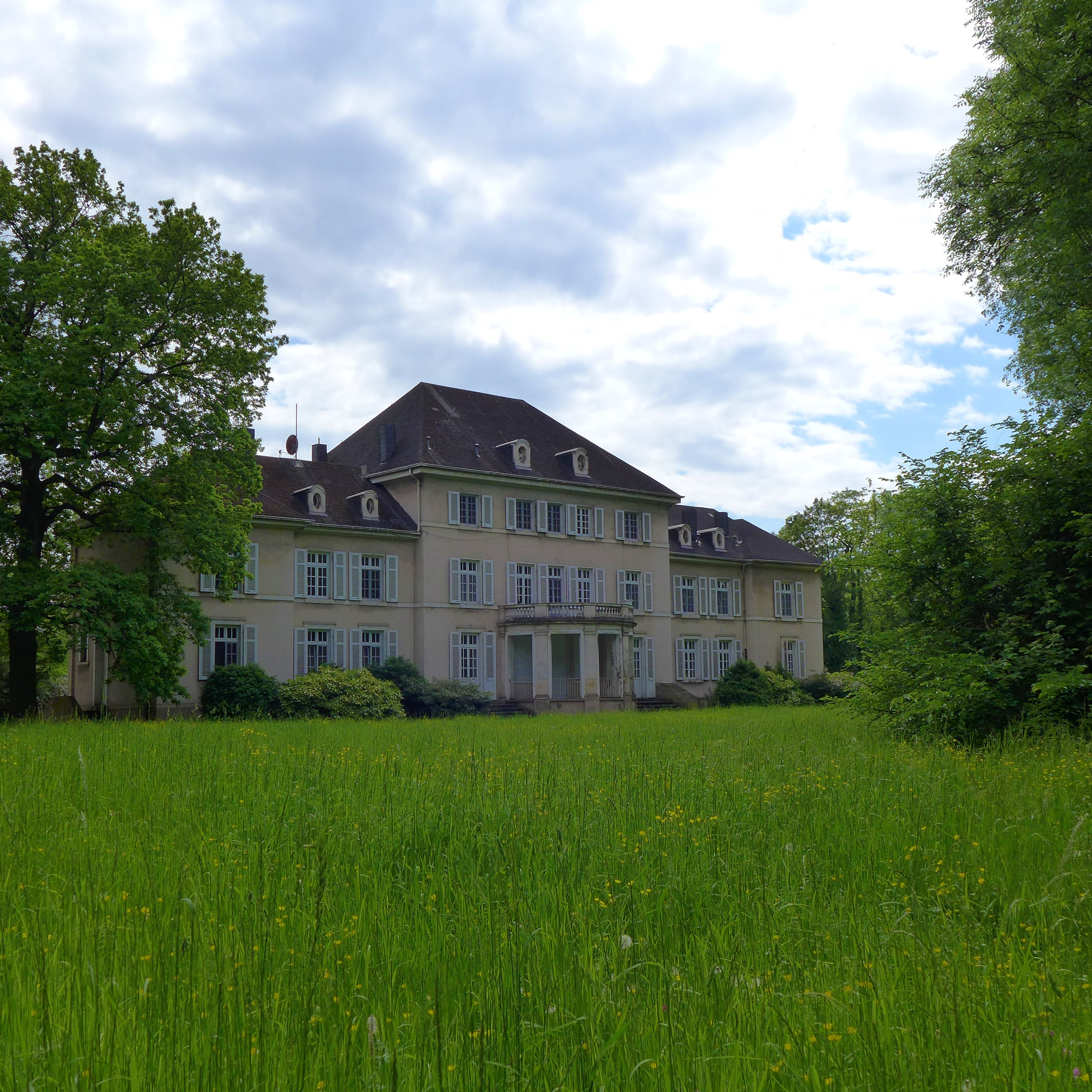
Dillingen/Saar, Ehemalige Direktorenvilla der Dillinger Hütte im Park des Alten Schlosses, Rückfront

Im Jahr 1685 erteilte der französische König Ludwig XIV. dem Marquis Charles Henri de Lenoncourt die Genehmigung, eine Eisenhütte mit Schmelzofen vor den Toren der Festung Saarlouis zu errichten. Die Standortfaktoren für die Gründung der Eisenhütte waren gut. Das Flüsschen Prims lieferte die benötigte Wasserkraft, der Hüttenwald das Brennholz für die Schmelzöfen und die Erzvorkommen in der direkten Umgebung die Rohstoffe für die Produktion.
Erste Produkte waren anfangs Schmiedeeisen, Nägel und Gusswaren wie Takenplatten, Töpfe und Pfannen. Erst allmählich wurde die Produktion optimiert. Mit dem Bau des ersten Blechwalzwerks auf dem europäischen Kontinent im Jahr 1802 bestimmte das Produkt Blech die Entwicklung des Werkes. Mit Genehmigung Napoléon Bonapartes wurde die Dillinger Hütte 1809 eine der ersten Aktiengesellschaften Europas. 1828 nahm die Firma die Bezeichnung Anonyme Gesellschaft der Dillinger Hüttenwerke an. Ab 1815 gehörte Dillingen durch den zweiten Pariser Frieden zu Preußen und im Laufe der Zeit wurde die Hütte zum größten preußischen Schwarz- und Weißblechproduzenten. Neueste Walzanlagen und Hochöfen wurden angeschafft und bis zum Ende des 19. Jahrhunderts war die Belegschaft bereits auf über 2500 Mitarbeiter angewachsen. Längst war die sogenannte Dillinger Blechlehre mit 24 Dicken als maßgebende Norm europaweit anerkannt. Seit 1864 besteht die Werkfeuerwehr der Dillinger Hüttenwerke.
Im sozialen Bereich war die Dillinger Hütte frühzeitig aktiv: Hilfs- und Pensionskasse wurden eingerichtet, ebenso ein Werkskrankenhaus, Werkswohnungen sowie eine eigene Schule. Im Zweiten Weltkrieg wurde die Hütte zu 65 % zerstört. Fast 200.000 Granaten gingen auf das Werksgelände nieder. Die Folge waren monatelange Aufräumarbeiten und ein kompletter Neubeginn.
Nach dem Krieg setzte die Dillinger Hütte weiter auf die Zukunft Stahl: mit Weltneuheiten wie der ersten Brammenstranggussanlage 1962, der Inbetriebnahme des Grobblechwalzwerkes 1971, des stärksten Walzgerüstes 1985, der neuen Brammenstranggussanlage 1998 für die dicksten Brammen der Welt und der weltgrößten Fräsmaschine für Blechkanten 2005. Die treibende Kraft war Jean Lang, der 1946 als junger Betriebsingenieur in die Dillinger Hütte eintrat und 1967 deren Technischer Vorstand, 1974 Vorstandsvorsitzender, 1989 Aufsichtsratsvorsitzender und Aufsichtsratsvorsitzender von Saarstahl wurde (bis 1993 mit Saarstahl-Konkursverwaltung 1993–2001 und Kuratoriumsvorsitz der neuen Montan-Stiftung-Saar 2001–2007). Im Jahre 2014 hat die Dillinger Hütte-Tochter Steelwind Nordenham den damals weltweit größten Monopile in ihrem Werk an der Wesermündung hergestellt.
2021/22 wurde ein 110 Meter langer über 2.100 Tonnen wiegender Monopile mit einem Durchmesser von 9,60 m produziert und im Februar 2022 von 3 Kränen auf ein Schiff verladen. Er trägt das Offshore-Umspannwerk für den Windpark Arcadis Ost 1.

## Unternehmensstruktur

### Anteilseigner

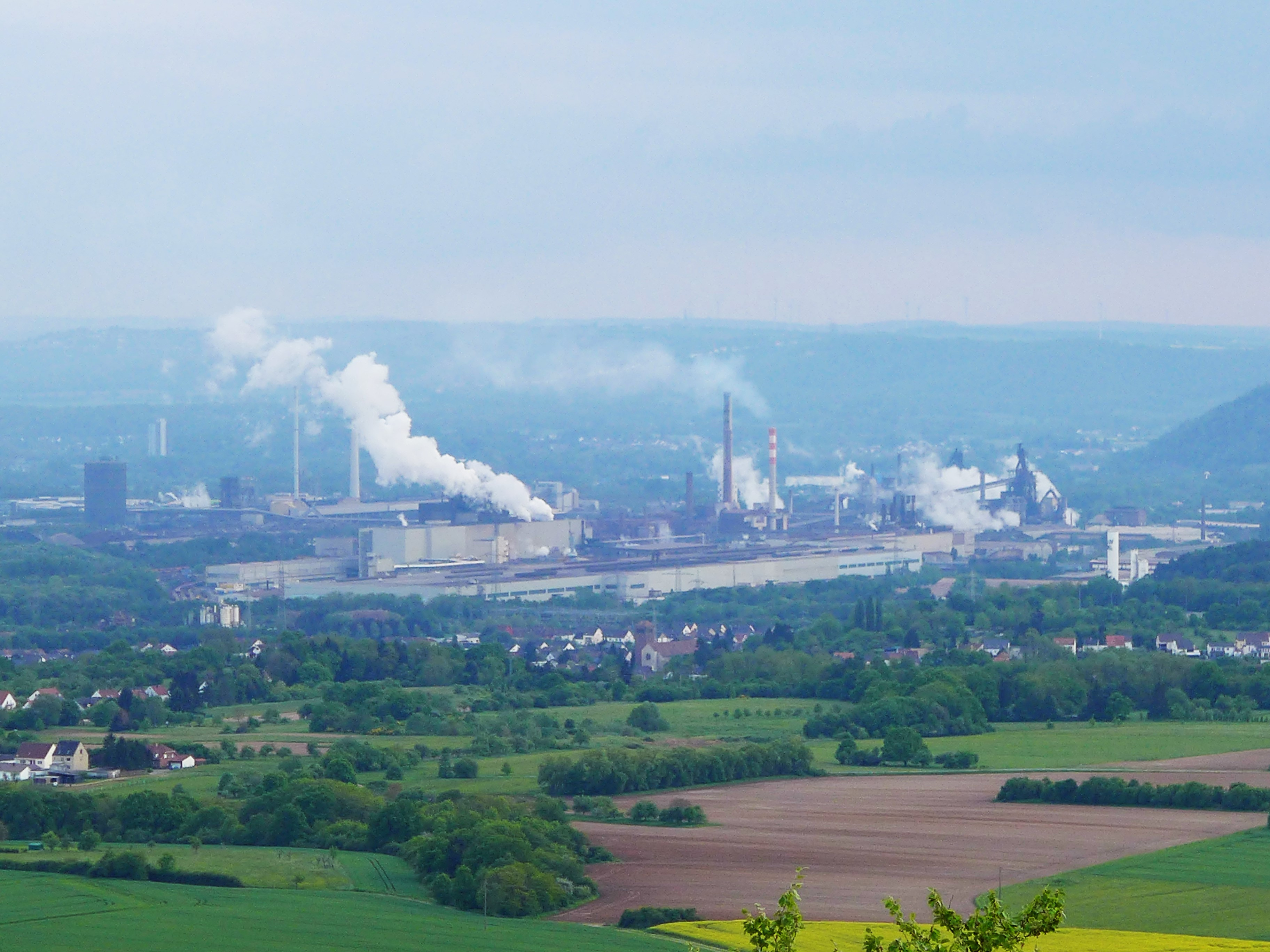
Gesamtansicht der Dillinger Hütte vom Gipfel des Litermonts aus

Die Muttergesellschaft der AG der Dillinger Hüttenwerke ist die DHS – Dillinger Hütte Saarstahl AG, die 95,28 % der Anteile am Unternehmen hält. Weitere 4,72 % der Anteile befinden sich in Streubesitz.
Größter Anteilseigner der DHS ist die Saarstahl AG mit einem Anteil von 33,75 %, zweitgrößter Anteilseigner ist der Stahlkonzern ArcelorMittal mit 30,08 % der Aktien, 26,17 % der Anteile hält die SHS – Stahl-Holding-Saar GmbH & Co. KGaA (vormals SHS – Struktur-Holding-Stahl GmbH & Co. KGaA). 10,00 % der Aktien werden von der Gesellschaft selbst gehalten. Die SHS ist zu 100 % im Besitz der Montan-Stiftung Saar. Faktisch ist die Montan-Stiftung Saar damit Mehrheitseigner der Dillinger Hütte, da sie im Rahmen der sog. „Hüttenlösung“ über die SHS 26,17 % und über die Saarstahl AG 33,75 %, zusammen also 59,92 % hält.

### Beteiligungen
Eine wechselseitige Verflechtung besteht mit der Saarstahl AG, an der die Dillinger Hütte mit 25,10 % beteiligt ist. Die Dillinger Hütte und Saarstahl halten je 50 % Anteile der ROGESA Roheisengesellschaft Saar. Die Betriebsführung der ROGESA als arbeitnehmerlose Gesellschaft liegt in den Händen der Dillinger Hütte. In den Hochöfen auf dem Werksgelände wird das für die Stahlproduktion beider Unternehmen erforderliche Roheisen erzeugt. Die ROGESA wiederum besitzt Anteile an der ebenfalls auf dem Werksgelände befindlichen Zentralkokerei Saar. Zusammen mit Saarstahl wird auch die Einkaufsgesellschaft der Dillinger Hütte und Saarstahl mbH betrieben. Die Konzerntochter Dillinger France, vormals GTS Industries, betreibt in Dünkirchen ein weiteres Walzwerk. Die Dillinger Hütte hält auch 50 % der Anteile an der Europipe GmbH, Europas größtem Hersteller von Großrohren. Europipe hat Standorte in Deutschland, Frankreich und den USA.

### Verwaltung und Vertrieb
Zentrale Aufgaben wie Personalwesen, Finanzwesen und allgemeine Verwaltung werden durch die SHS – Stahl-Holding-Saar übernommen. Kernprozesse wie Produktion und Vertrieb werden durch die Schwestergesellschaften Saarstahl und Dillinger Hütte jeweils eigenverantwortlich durchgeführt. Die Produkte des Unternehmens werden unter dem Markennamen Dillinger vertrieben.

## Produktion

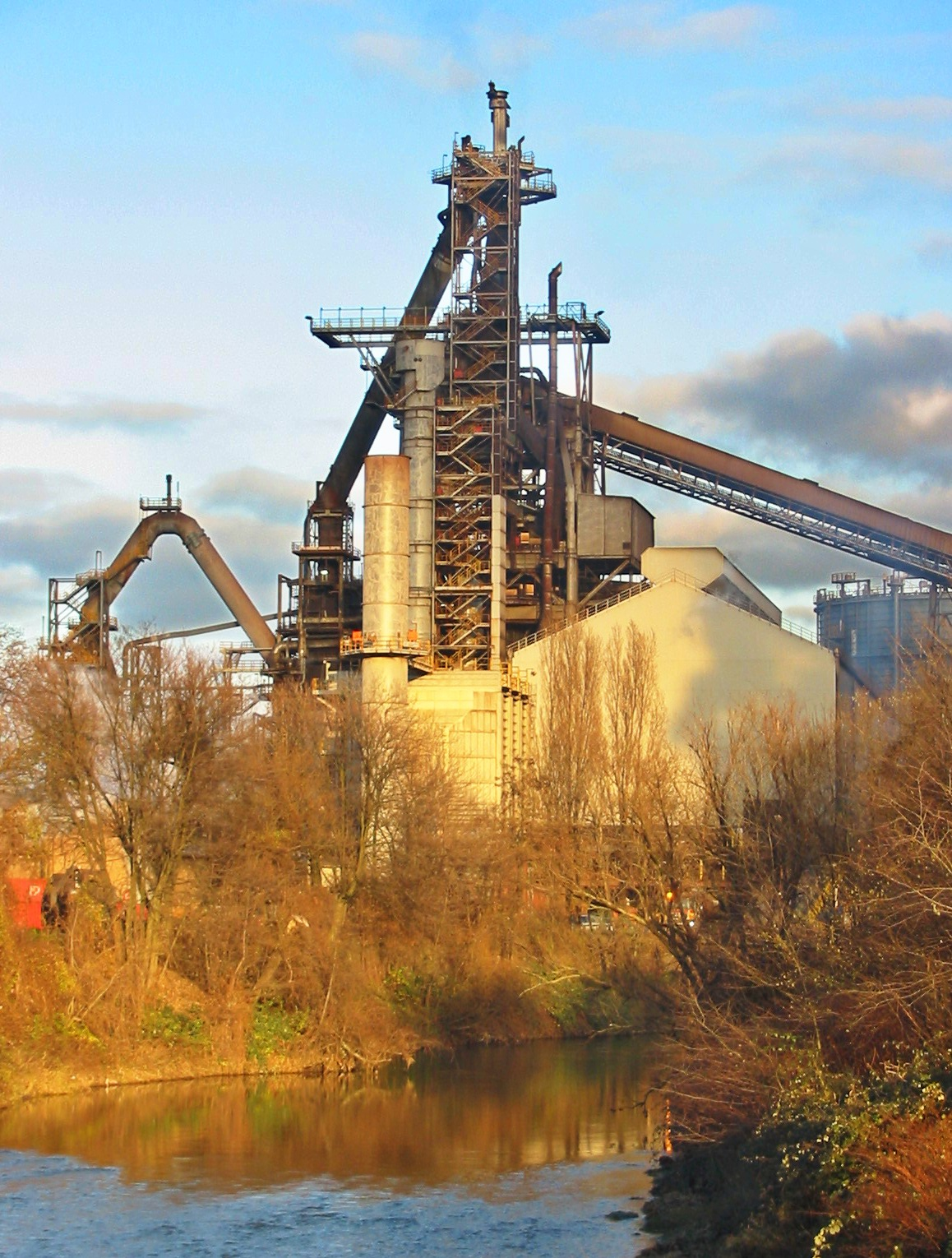
Hochofen 5 der ROGESA auf dem Werksgelände der Dillinger Hütte

Die wichtigsten Produkte der Dillinger Hütte sind Grobbleche. Zusammen mit ihrer französischen Tochtergesellschaft Dillinger France produziert die Hütte jährlich weit über zwei Millionen Tonnen Grobbleche im Dickenbereich von 6 bis 600 mm. Die Bleche finden Verwendung in Bohrinseln, Schiffen, petrochemischen Anlagen, Brücken und schweren Maschinen, ein weiterer Anwendungsbereich ist die Fertigung von Grobblechen für großrohrige Pipelines. Dabei wird eine spezielle Walztechnik, das sog. thermomechanische Walzen eingesetzt. Die erzeugten Bleche kombinieren mechanische Belastbarkeit mit Verarbeitungseigenschaften (Biegen, Schweißen).
Roheisen und Stahl als Vorprodukte für die Blechfertigung werden durch die Dillinger Hütte bzw. durch deren Tochter Rogesa, die die Hochöfen in Dillingen betreibt, selbst produziert. Weitere in Dillingen gefertigte Produkte sind gegossene Schlackenkübel und Halbfertigprodukte wie Pressteile, Böden und Mantelschüsse für den Behälterbau.
Nach einer im Mai 2023 veröffentlichten Studie von WWF und dem Öko-Institut gehören die Dillinger Roheisenerzeugung mit 4,0 Mio. t CO2 sowie Zentralkokerei und Gichtgaskraftwerk mit jeweils 1,0 Mio. t CO2 zu den 30 industriellen Anlagen (ohne Raffinerien), die im Jahr 2022 am meisten CO2 in Deutschland ausgestoßen haben. Die Roheisenerzeugung allein steht auf Platz 3 der Liste.
Ausgewählte Beispiele für die Verwendung des Stahls der Dillinger Hütte:
- Öresundbrücke
- Shanghai World Financial Center, mit 492 m Höhe das dritthöchste Gebäude der Welt
- Frankfurter Commerzbank Tower, das ehemals höchste Bürohochhaus Europas
- Viaduc de Millau, höchste und längste Schrägseilbrücke der Welt
- Ostsee-Pipeline zur Erschließung von russischem Erdgas
- New York Times Tower in Manhattan
- Turbinen des Drei-Schluchten-Dammes in China
- Erasmusbrücke in Rotterdam
- Parkhaus Stuttgart Messegelände
- Passerelle Simone de Beauvoir
- Queen Mary 2
- Bogen des Athener Olympiastadions
- Skulpturen des amerikanischen Bildhauers Richard Serra brachten Dillinger Bleche auch in die Welt der Kunst, u. a. ins Guggenheim-Museum Bilbao.
- Stahlfundamente für den Offshore-Windpark Horns Rev[10]

## Trivia
Die Arbeiter der Dillinger Hütte werden traditionell „Hüttenbären“ genannt. Die 2006 und 2011 gegründeten Betriebskindertagesstätten heißen deshalb „Kleine Hüttenbären“ bzw. „Kleine Hüttenbären 2“.
Im Hafen Saarlouis/Dillingen gibt es große Verladeanlagen insbesondere für die Anlieferung der Massengüter Eisenerz und Steinkohle.